# Apolonio de Tiana
Apolonio de Tiana (en griego antiguo:  Ἀπολλώνιος ὁ Τυανεύς Apollōnios ho Tyaneús, en latín: Apollonius Tyaneus; Tiana, Capadocia, 3 a. C.-Éfeso, ca. 97) fue un filósofo, matemático y místico griego neopitagórico.

## Biografía
Apolonio nació en Tiana (ciudad de la Capadocia, actual Kemerhisar, Turquía, a 4 km al sudoeste de Bor) a principios del siglo I. Su familia descendía de los fundadores de la ciudad. Desde temprana edad destacó por su inteligencia, su sorprendente memoria, su gusto y facilidad por el estudio y su gran belleza. Se dice que fue un niño prodigio.
A la edad de catorce años fue llevado a estudiar con Eutidemo, profesor de retórica en Tarso, pero, descontento con el estilo de vida de los habitantes del lugar, a quienes consideraba «burlones e insolentes», pidió a su padre que lo dejase ir a Aegae, pequeña ciudad vecina donde había un templo dedicado al dios Esculapio.
A los 16 años abrazó la doctrina pitagórica. Dejó de comer carne, argumentando que «vuelve espeso el espíritu y lo hace impuro». El único alimento puro, decía, es aquel que proviene de la tierra: las frutas y verduras. Igualmente se abstuvo de tomar vino, pues «consideraba esta bebida contraria al equilibrio del espíritu, entorpeciendo la parte superior del alma». Renunció a toda vestidura hecha de piel o pelo de animal, vistiéndose de lino. Iba descalzo (con sandalias de corteza), se dejó crecer el pelo y se fue a vivir al templo consagrado al dios Esculapio. 
Tras la muerte de su padre y al llegar a la mayoría de edad, Apolonio heredó una fortuna considerable a la cual renunció, quedándose con lo estrictamente necesario para sus desplazamientos y alimentación. Repartió los bienes entre su hermano (un joven entregado a una vida disoluta) y algunos familiares, explicando que llevaría una vida de asceta y por tanto nunca formaría un hogar.
Su género de vida y su lenguaje sentencioso y oscuro hicieron tal impresión que no tardó en verse rodeado de numerosos discípulos. Se dice que fue admirado por los brahmanes de la India, los magos de Persia y los sacerdotes de Egipto. En Hierápolis, en Éfeso, en Esmirna, en Atenas, en Corinto y en otras grandes poblaciones de Grecia, Apolonio apareció como preceptor del género humano, visitando los templos, corrigiendo las costumbres, por ejemplo los sacrificios de animales para los dioses, y predicando la reforma de todos los abusos.

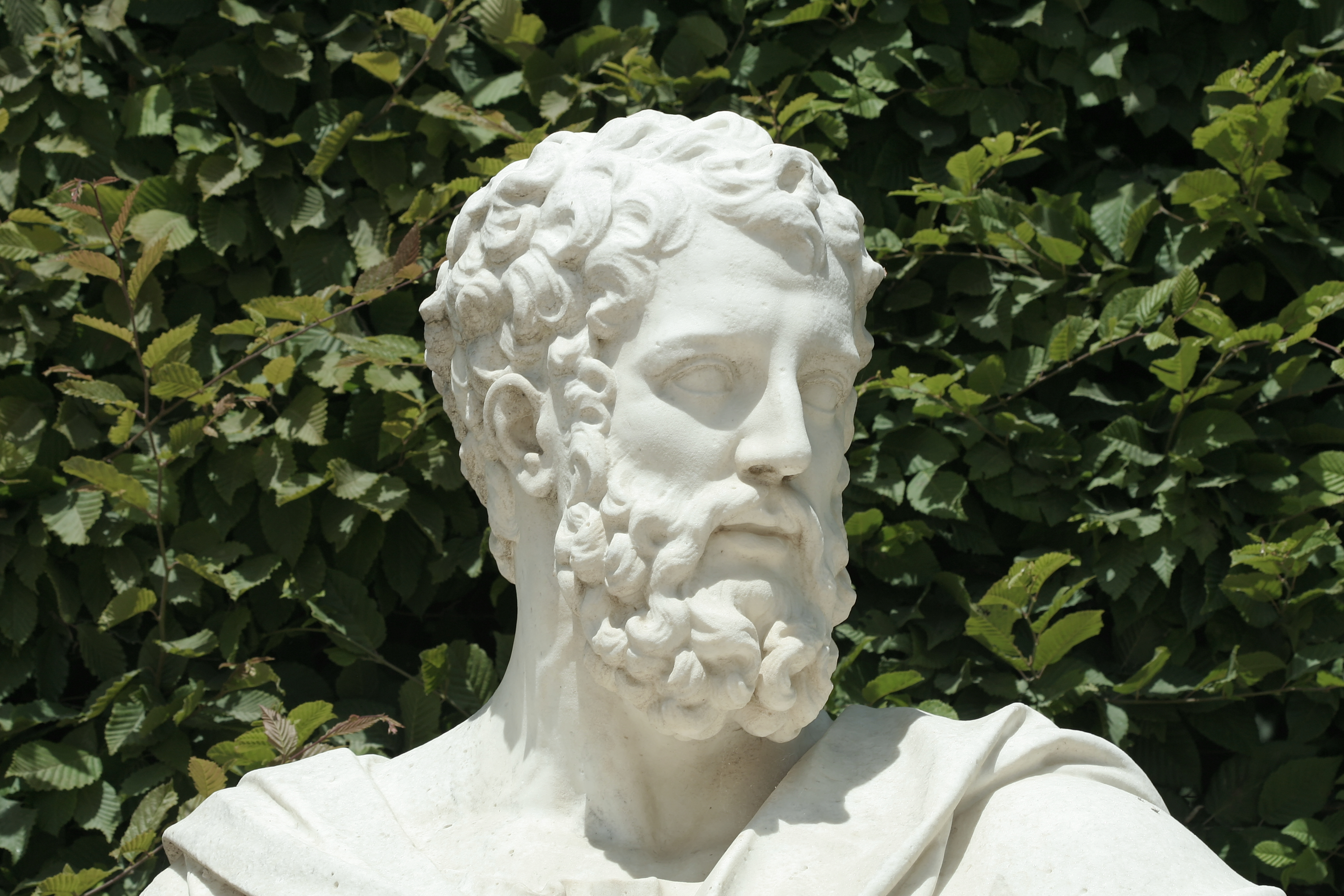
Apolonio de Tiana por Barthélémy de Mélo (1685-1687). Parque de Versalles, rotonda de los filósofos.

Quiso ser admitido en los misterios de Eleusis, mas fue tratado como un mago y se le prohibió la entrada en ellos. Este interdicto no le fue levantado sino cuando ya estaba en los últimos días de su vida. En Roma, adonde según su expresión había ido para ver «qué especie de animal era un tirano», condenó el uso de los baños públicos. También se dice que hizo milagros. Al pasar delante de él el féretro de una doncella de una familia consular, se acercó a ella, pronunció algunas palabras místicas y la doncella se levantó y se fue caminando hacia la casa de sus padres. Estos le ofrecieron una crecida suma, pero él la aceptó sólo para dársela como dote a la doncella. Un día, encontró una multitud que aterrada miraba un eclipse de sol en medio de una fuerte tormenta. Apolonio miró al cielo y dijo en tono profético: «Algo grande sucederá y no sucederá». Tres días después cayó un rayo en el palacio de Nerón y derribó la copa que el emperador se llevaba a los labios. El pueblo creyó ver en aquel incidente el cumplimiento de la profecía de Apolonio.
Vespasiano, que le había conocido en Alejandría, le miraba como hombre divino y le pedía consejo. Habiendo cantado un día Nerón en un teatro en los juegos públicos, Tigelino preguntó a Apolonio qué pensaba del Emperador: «Le hago mucho más favor que tú, respondió el filósofo; tú le crees digno de cantar; yo de callarse». El rey de Babilonia le pedía un medio de reinar con tranquilidad. Apolonio se limitó a contestarle: «Ten muchos amigos y pocos confidentes». Luego habiendo sorprendido a un esclavo eunuco con la concubina de dicho rey, el príncipe preguntó a Apolonio cómo castigaría al culpable. «Dejándole la vida», contestó el filósofo. Y como el rey se mostraba sorprendido, añadió: «Si vive, su amor será el mayor de los suplicios».
En el reinado de Domiciano, Apolonio fue acusado de magia, encerrado en un calabozo, después de haberle hecho cortar el pelo y las barbas, y allí cargado de grillos y cadenas. Desterrado después por el mismo emperador, murió al poco tiempo, lo cual no fue obstáculo para que a su muerte se le erigieran estatuas y se le hicieran honores divinos. Éfeso, Rodas y la isla de Creta pretenden poseer su tumba, y Tiana, que le dedicó un templo, obtuvo en memoria suya el título de ciudad sagrada, lo que le daba el derecho de elegir magistrados.
A estos aspectos de su biografía hay que añadir la singularidad de su muerte (al menos la consignada en Creta), en un templo custodiado por fieros perros que no le atacaron, puertas del templo que se abrieron solas ante él y un coro celestial que lo conminaba a subir, y el hecho singular de que después de su muerte se apareció a un discípulo que dudaba de la inmortalidad del alma. Todo ello según la Vida de Apolonio de Tiana de Filóstrato.
Lampridio asegura que el emperador Alejandro Severo tenía en su oratorio entre los retratos de Jesús, Abraham y Orfeo, el de Apolonio; Vopisco, en su Vida de Aurelio, que hace de él grandes elogios, dice que debe honrársele como ser superior. El apologista cristiano Orígenes afirmó haber tenido acceso a los Recuerdos de Apolonio de Tiana escritos por Merágenes, donde según él se contaba que algunos filósofos —entre los que menciona al «famoso Eufrates» y a «un epicúreo»— habrían quedado convencidos de los poderes sobrenaturales de Apolonio.
Hasta el siglo V, la reputación de Apolonio se mantuvo viva aún entre los cristianos. Prueba de ello es que León, ministro del rey de los visigodos, invitó a Sidonio Apolinar, obispo de Auvernia, a que le tradujera la vida del filósofo escrita por Filóstrato. El obispo escogió el ejemplar más correcto y sobre él hizo su traducción que remitió al ministro con una carta en que ensalza las virtudes del filósofo; diciendo que para ser perfecto sólo le faltaba haber sido cristiano. Al parecer, el descrédito otorgado a él fue causado por sus mismos discípulos que, queriendo realzar el mérito de su maestro, le han presentado como un impostor atribuyéndole milagros y profecías que le colocan a la altura de los embaucadores vulgares. La vida que posteriormente escribió Filóstrato está tomada de otra debida a uno de los compañeros de Apolonio, llamado Damis.
Jacques Bergier, en su libro Les livres maudits (1971), dice lo siguiente:

«El lector podría preguntarme de dónde he sacado la idea de que obras pertenecientes a civilizaciones muy antiguas se encuentren en la India. Esta idea no es nueva; fue introducida en Occidente por un personaje tan fantástico como Apolonio de Tiana [...] Apolonio de Tiana impresionó mucho a sus contemporáneos y a la posteridad. Se atribuyen a Apolonio poderes sobrenaturales, que él mismo niega con la mayor energía. Es indudable que viajó a la India. Murió a una edad muy avanzada, más de cien años... Lo cierto es que Apolonio de Tiana afirmaba que existieron en su época, o sea en el siglo I d. C., en la India, libros extraordinarios y muy antiguos que contenían una sabiduría procedente de edades extinguidas, de un pasado muy remoto. Al parecer, Apolonio de Tiana trajo de la India alguno de estos libros, y conviene observar que, gracias a él, encontramos en la literatura hermética pasajes enteros de los Upanishads y de la Bhagavad-guita. [...] Damis habla, en lo que nos queda de sus notas, de reuniones secretas, de las que él era excluido, entre Apolonio y los sabios hinduistas... También parece que estos recibieron a Apolonio como un igual, que le instruyeron y que le enseñaron más de lo que jamás habían enseñado a ningún occidental»

Apolonio escribió también una biografía sobre Pitágoras, que se cree fue usada por Filóstrato para cualificarle a Apolonio lo que este atribuyó al filósofo samio; aunque de sus escritos auténticos el único que nos queda es la Apología, conservada por Filóstrato.

## Comparaciones con Jesús
En su momento el erudito bíblico Bart D. Ehrman, en su libro A Brief Introduction to the New Testament (Una breve introducción al Nuevo Testamento), elaboró un prefacio que se consideraría en principio dirigido a la vida de Jesús sin mencionarle, describiendo así a una importante figura del primer siglo; al final, revela el hecho de que a quien realmente ha descrito en el mismo proviene realmente de las historias acuñadas al taumaturgo griego:

«Incluso antes de nacer, se sabía que sería alguien especial. Un ser sobrenatural le informó a su madre que el hijo que ella iba a dar a luz no sería un simple mortal, sino un ser divino. Nació de un milagro, y se convirtió en un joven desusadamente precoz. Como adulto, dejó su hogar y emprendió su ministerio de predicación, apremiando a sus oyentes a vivir, no por lo material del mundo, sino por lo espiritual. Reunió un número de discípulos a su alrededor, quienes se convencieron de que sus enseñanzas eran de inspiración divina, esto debido a que él mismo era un ser divino. Lo demostró realizando muchos milagros, curando enfermos, expulsando demonios, y reviviendo muertos. Pero al final de su vida él despertó cierta oposición, y sus enemigos lo entregaron a las autoridades romanas para que fuera juzgado. Aun así, luego de dejar este mundo, retornó para encontrarse con sus seguidores y convencerlos de que no estaba muerto, sino viviendo en un reino celestial. Tiempo después, algunos de sus discípulos escribieron libros sobre él.»

Sosiano Hierocles, procónsul de Abisinia y Alejandría durante el reinado de Diocleciano, argumentó en el siglo III que las doctrinas y la vida de Apolonio fueron de más valor que las de Jesús, un punto de vista reafirmado por Voltaire y por Charles Blount durante la época de la Ilustración. En su libro de 1909 The Christ, John Remsburg postuló que la religión de Apolonio desapareció porque las condiciones apropiadas para su desarrollo nunca existieron. El budismo, el cristianismo y el islam sobrevivieron porque las condiciones fueron favorables. En su libro de 1949 llamado The Hero with a Thousand Faces, el erudito de la mitología comparada Joseph Campbell lista a Apolonio y a Jesús como ejemplos de individuos que comparten historias similares de héroes, junto con Krishna, Buda, y otros. Similarmente, Robert M. Price en su libro del 2011 The Christ-Myth Theory and its Problems, notó que los textos antiguos frecuentemente comparaban a Jesús con Apolonio y que ambos caben en el arquetipo de héroe mítico. G. K. Chesterton (escritor y apologista cristiano), sin embargo, resaltó que el juicio único, el sufrimiento y la muerte de Cristo son opuestas a las historias de Apolonio, las cuales identificó como falsas.

### Críticas a paralelismos
De acuerdo con el erudito y teólogo William Lane Craig las similitudes entre la vida de Jesús y Apolonio de Tiana no son más que «una figura artificial» construida en gran parte por Flavio Filóstrato al menos 150 años después de la muerte de Jesús, muy probablemente a partir de los hechos que ya eran conocidos por el cristianismo primitivo como un contrapunto intencionado al mismo para la literatura pagana griega y romana.

«En cuanto al taumaturgo griego del siglo I, esta es una figura construida en gran parte por Filóstrato siglos después como un contrapunto intencionado al cristiano. Para ese punto la iglesia había crecido en gran tamaño e influencia, de modo que Filóstrato construyó a Apolonio como una alternativa o sustituto pagano de Jesús. ¿Cómo es que esto, de cualquier manera, socava la credibilidad histórica de los relatos de los milagros de Jesús?»

Aunado a esto, el historiador Antonio Piñero refuta la tesis de "copia cristiana" debido a que no existen evidencias sobre Apolonio de Tiana sino hasta prácticamente finales del siglo II e inicios del siglo III, por lo que considera mucho más plausible la hipótesis que Filóstrato de Atenas pudo incluso tratar de emular los milagros espectaculares que los evangelios (con énfasis especial hacia las narrativas de Marcos) asignaban a Jesús, para hacer que su héroe Apolonio se viera incluso superior.